# Mario Sosa
Mario Sosa (1910) è stato un calciatore cubano, di ruolo attaccante.

## Carriera
Partecipò al Mondiale del 1938 con la Nazionale cubana, disputando entrambe le gare del primo turno contro la Romania.